# یانیک روت
یانیک روت (انگلیسی: Yannick Rott؛ زادهٔ ۲۷ سپتامبر ۱۹۷۴) بازیکن فوتبال اهل فرانسه است.
از باشگاه‌هایی که در آن بازی کرده‌است می‌توان به باشگاه فوتبال تولوز و باشگاه فوتبال استراسبورگ اشاره کرد.
وی همچنین در تیم ملی فوتبال زیر ۲۱ سال فرانسه بازی کرده‌است.